# Liste der Lokomotiven und Triebwagen der Großherzoglich Oldenburgischen Eisenbahn
Diese Liste enthält die Lokomotiven und Triebwagen der Großherzoglich Oldenburgischen Eisenbahn (GOE).

## Bezeichnung der Lokomotiven
Die Lokomotiven der Großherzoglich Oldenburgischen Eisenbahn erhielten einen Namen und eine der Inventarnummer entsprechende Bahnnummer, die in der Reihenfolge der Anlieferung vergeben wurde. Durch Ausmusterung freiwerdende Nummern wurden nicht wieder neu vergeben.
Für die Lokomotiven wählte man vor allem Landschafts-, Fluss- und Ortsnamen aus dem Großherzogtum und dem übrigen Deutschland. Auch Namen von Tieren, Planeten und von Figuren aus der nordischen Mythologie wurden verwendet. Besonders originell waren die Namen der kleinen Tenderloks, die die Beweglichkeit dieser Fahrzeuge andeuten sollten: HIN, HER, FLINK, FLOTT und dergleichen mehr. Namen von Persönlichkeiten der Landesgeschichte hingegen wurden nicht vergeben, um nicht zu „überflüssigen Wortspielungen und Nebendeutungen etc. Veranlassung zu geben.“ Durch Ausmusterung freigewordene Namen gingen auf neugelieferte Lokomotiven über. Die GOE hielt von allen deutschen Staatsbahnen am längsten an der Praxis der Namensvergabe fest; diese erfolgte bis 1920.
Gattungsbezeichnungen wurden bei der Großherzoglich Oldenburgischen Eisenbahn nie eingeführt. Erst im Vorfeld der Umzeichnung durch die DRG nutzte man preußische Gattungsbezeichnungen, um die Benennung und Einordnung der oldenburgischen Lokomotiven zu erleichtern. Für einige Lokomotivgattungen, die zum Zeitpunkt der Umzeichnung bereits ausgemustert waren, sind entsprechende Gattungsbezeichnungen nur in der Sekundärliteratur nachgewiesen.

## Dampflokomotiven

### Baulokomotiven
| Gattung | Bahnnummern | DR-Nummern | Anzahl | Baujahr(e) | Bauart | Bemerkungen                                                  | Bild |
| ------- | ----------- | ---------- | ------ | ---------- | ------ | ------------------------------------------------------------ | ---- |
| ohne    | 45–46       |            | 2      | 1841       | 2'A n2 | für den Bahnbau 1866 von der NME erworben; 1872 ausgemustert |      |

### Universallokomotiven für alle Zugarten
Die Großherzoglich Oldenburgische Eisenbahn kam während der ersten drei Jahrzehnte ihres Bestehens mit einem Lokomotivtyp für den Streckendienst aus, der – immer wieder weiterentwickelt – mehrfach nachbestellt wurde.
| Gattung         | Bahnnummern  | DR-Nummern     | Anzahl | Baujahr(e) | Bauart | Bemerkungen                                                             | Bild |
| --------------- | ------------ | -------------- | ------ | ---------- | ------ | ----------------------------------------------------------------------- | ---- |
| G 1             | 1–6          |                | 6      | 1866       | B n2   |                                                                         |      |
| G 1             | 7–26         |                | 20     | 1866–1872  | B n2   | mit Rahmenwasserkasten; 4 Lok zeitweise als Tenderlokomotiven verwendet |      |
| G 1             | 27–46        | (51 7001–7019) | 20     | 1876–1877  | B n2   |                                                                         |      |
| G 1             | 77–79, 87–91 |                | 8      | 1889–1891  | B n2   |                                                                         |      |
| P 32 (oder P 0) | 95–101       | (33 7001–7007) | 7      | 1894–1895  | B n2v  |                                                                         |      |

### Schnell- und Personenzuglokomotiven
| Gattung | Bahnnummern                         | DR-Nummern   | Anzahl | Baujahr(e) | Bauart   | Bemerkungen                                             | Bild |
| ------- | ----------------------------------- | ------------ | ------ | ---------- | -------- | ------------------------------------------------------- | ---- |
| S 3     | 151–154, 160–161                    | 13 1801–1806 | 6      | 1903–1904  | 2'B n2v  | wie preuß. S 3                                          |      |
| S 5     | 205–206, 209–211, 223–225, 248–250  | 13 1851–1861 | 11     | 1909–1913  | 2'B n2v  | wie preuß. S 52, mit Lentz-Ventilsteuerung              |      |
| S 10    | 266–268                             | 16 001–003   | 3      | 1916       | 1'C1' h2 | mit Lentz-Ventilsteuerung                               |      |
| P 41    | 107–111, 116, 129–134, 139–144, 150 | 36 1201–1219 | 19     | 1896–1902  | 2'B n2   |                                                         |      |
| P 42    | 174–178, 188–190                    | 36 1251–1258 | 8      | 1907–1909  | 2'B n2v  | wie preuß. P 42, Nrn. 188–190 mit Lentz-Ventilsteuerung |      |
| P 8     | 290–294                             | 38 3390–3394 | 5      | 1922       | 2'C h2   | wie preuß. P 8                                          |      |

### Güterzuglokomotiven
| Gattung        | Bahnnummern                                          | DR-Nummern                 | Anzahl | Baujahr(e) | Bauart | Bemerkungen                                | Bild |
| -------------- | ---------------------------------------------------- | -------------------------- | ------ | ---------- | ------ | ------------------------------------------ | ---- |
| G 42           | 102–106, 117–122, 155–159, 165–166, 179–184, 191–193 | 53 1001–1003, 53 1051–1058 | 28     | 1895–1909  | C n2v  | wie preuß. G 42                            |      |
| G 7 (oder G 9) | 231–235, 246–247, 251–255, 259–263, 272–276          | 55 6201–6213               | 22     | 1912–1918  | D n2v  | mit Lentz-Ventilsteuerung                  |      |
| G 82           | 281–285                                              | 56 2276–2280               | 5      | 1921       | 1'D h2 | wie preuß. G 82, mit Lentz-Ventilsteuerung |      |

### Tenderlokomotiven
| Gattung | Bahnnummern                                                                     | DR-Nummern                         | Anzahl | Baujahr(e) | Bauart    | Bemerkungen                                         | Bild |
| ------- | ------------------------------------------------------------------------------- | ---------------------------------- | ------ | ---------- | --------- | --------------------------------------------------- | ---- |
| T 0     | 63–66, 85–86                                                                    |                                    | 6      | 1885–1891  | 1A n2t    | für Omnibuszüge                                     |      |
| T 12    | 47–62                                                                           |                                    | 16     | 1871–1873  | B n2t     | Nr. 62 HOLM 1871 für die ELE gebaut, 1873 angekauft |      |
| T 12    | 67–76, 80–84, 92–94                                                             | 98 7401–7405                       | 18     | 1888–1892  | B n2t     |                                                     |      |
| T 2     | 112–115, 147–149, 162–164, 167–173, 197–204, 212–215, 229–230, 237–238, 241–245 | 98 101–137                         | 38     | 1896–1913  | B n2t     | wie preuß. T 2                                      |      |
| T 3     | 123–128, 135–138, 145–146, 194–196                                              | (98 201–215)                       | 15     | 1898–1909  | C n2t     | wie preuß. T 3                                      |      |
| T 51    | 185–187, 207–208, 216–218, 226–228, 236, 256–258, 269–271, 279–280              | 71 401–71 420                      | 20     | 1907–1921  | 1'B1' n2t | wie preuß. T 51                                     |      |
| T 13    | 219–222, 239–240, 264–265, 277–278                                              | 92 585–588, 92 606–607, 92 910–913 | 10     | 1911–1919  | D n2t     | wie preuß. T 13                                     |      |
| T 131   | 286–289                                                                         | 92 401–404                         | 4      | 1921       | D h2t     | wie preuß. T 131 mit Lentz-Ventilsteuerung          |      |

### Schmalspurlokomotiven
Die Schmalspurlokomotiven der Großherzoglich Oldenburgischen Eisenbahn wurden für die in Meterspur ausgeführte Wangerooger Inselbahn beschafft.
| Gattung | Bahnnummern | DR-Nummern | Anzahl | Baujahr(e) | Bauart | Bemerkungen                                  | Bild |
| ------- | ----------- | ---------- | ------ | ---------- | ------ | -------------------------------------------- | ---- |
| ohne    | 1           |            | 1      | 1896       | B n2t  | gebaut von Orenstein & Koppel                |      |
| ohne    | 2           |            | 1      | 1898       | B n2t  | gebaut von der MBG Heilbronn, 1904 angekauft |      |
| ohne    | 3           | 99 021     | 1      | 1904       | B n2t  | gebaut von Freudenstein                      |      |
| ohne    | 4–5         | 99 022–023 | 2      | 1910–1913  | B n2t  | gebaut von Hanomag                           |      |

## Triebwagen
| Gattung | Bahnnummern | DR-Nummern | Anzahl | Baujahr(e) | Bauart   | Bemerkungen                                      | Bild |
| ------- | ----------- | ---------- | ------ | ---------- | -------- | ------------------------------------------------ | ---- |
| ohne    |             |            | 1      | 1910       | 2'Bo' be | Benzolelektrischer Triebwagen, 1915 ausgemustert |      |